# 375
| Calendário gregoriano                                                        | 375 CCCLXXV                     |
| Ab urbe condita                                                              | 1128                            |
| Calendário arménio                                                           | -177 – -176                     |
| Calendário bahá'í                                                            | -1469 – -1468                   |
| Calendário budista                                                           | 919                             |
| Calendário chinês                                                            | 3071 – 3072                     |
| Calendário copta                                                             | 91 – 92                         |
| Calendário etíope                                                            | 367 – 368                       |
| Calendários hindus - Vikram Samvat - Calendário nacional indiano - Cáli Iuga | 430 – 431 296 – 297 3475 – 3476 |
| Calendário Holoceno                                                          | 10375                           |
| Calendário islâmico                                                          | 255 BH – 254 BH                 |
| Calendário judaico                                                           | 4135 – 4136                     |
| Calendário persa                                                             | 247 BP – 246 BP                 |
| Calendário rúnico                                                            | 625                             |
| Calendário solar tailandês                                                   | 918                             |

375 foi um ano comum do século IV que teve início e terminou a uma quinta-feira, segundo o Calendário Juliano. A sua letra dominical foi D.
| Ano completo                        |
| ----------------------------------- |
| Ano comum com início à quinta-feira |

## Eventos
- Fim do reinado de Cipunada (data provável), marca o fim do Império Cuchana.

## Nascimentos
- Alarico – rei visigodo da Dinastia dos Baltos, primeiro líder germânico a tomar Roma  (m. 410).
- Papa Bonifácio I  (m. 422)
- Ingyo — imperador do Japão, que reinou provavelmente entre 412 e 453  (m. 453).

## Mortes
- 17 de novembro — Valentiniano I, imperador romano de 364 a 375  (n. 321).
- Firmo — usurpador romano contra Valentiniano I entre 372 e 375.
- Emília de Cesareia — santa e esposa de Basílio, o Velho.